# Episodi di Teen Titans (prima stagione)
La prima stagione della serie televisiva a cartoni animati Teen Titans è stata trasmessa negli Stati Uniti d'America e in Italia da Cartoon Network nel da gennaio 2004.
| n° | Titolo originale     | Titolo italiano               | Prima TV USA      | Prima TV italiana |
| -- | -------------------- | ----------------------------- | ----------------- | ----------------- |
| 1  | Final Exam           | Scuola di geni                | 19 luglio 2003    |                   |
| 2  | Sisters              | Sorelle                       | 26 luglio 2003    |                   |
| 3  | Divide and Conquer   | L'offesa                      | 2 agosto 2003     |                   |
| 4  | Forces of Nature     | Forze della natura            | 16 agosto 2003    |                   |
| 5  | The Sum of His Parts | Pezzi di ricambio             | 23 agosto 2003    |                   |
| 6  | Nevermore            | Le tenebre della mente        | 30 agosto 2003    |                   |
| 7  | Switched             | Marionette, che passione!     | 6 settembre 2003  |                   |
| 8  | Deep Six             | Avventura negli abissi        | 13 settembre 2003 |                   |
| 9  | Masks                | La maschera                   | 20 settembre 2003 |                   |
| 10 | Mad Mod              | Tutti a scuola                | 27 settembre 2003 |                   |
| 11 | Apprentice: Part 1   | L'apprendista (prima parte)   | 4 ottobre 2003    |                   |
| 12 | Apprentice: Part 2   | L'apprendista (seconda parte) | 11 ottobre 2003   |                   |
| 13 | Car Trouble          | Una macchina speciale         | 11 novembre 2003  |                   |

## L'offesa
Megablock attacca la prigione di Jump City con l'intenzione di far evadere dei detenuti, ma i Teen Titans intervengono per fermarlo. Cyborg e Robin escogitano un piano per fermarlo, ossia di prendere di sorpresa il mostro di roccia sparandogli un raggio laser e congelandolo, ma per errore i due si ostacolano a vicenda e le vittime della loro azione diventano i Teen Titans. Terminata la battaglia con la fuga di Megablock, i due si accusano a vicenda, finché Cyborg, offeso, abbandona la squadra.
Tornati alla Titans Tower, la dolce Stella Rubia prepara il "Pasticcio della Tristezza", che solo Beast Boy ha il coraggio di assaggiare (poiché sa di unghie di piedi); la mancanza di Cyborg turba tutti, persino Robin, poiché il robot non risponde più nemmeno alle chiamate. Poco dopo un criminale di nome Plasmus, in grado di assorbire ogni liquido, si introduce nelle fogne e ne assorbe tutti i liquami, diventando enorme e schifoso. I Teen Titans intervengono per fermarlo, ma il mostro si rivela una sfida ardua.
Solo Stella Rubia e Beast Boy sotto forma di Pteranodonte riescono a schivare i colpi del nemico, riuscendo finalmente a farlo esplodere, ma così facendo Plasmus si divide in cinque terribili mostri (un serpente, una piovra, due insetti giganti e la testa stesa di Plasmus) che dividono i Teen Titans intrappolandoli. Robin solo riesce a fuggire e cerca di far cadere uno dei mostri in una vasca di sostanze radioattive, ma anche lui rischia di finirci dentro.
Intanto un misterioso personaggio che si fa chiamare Sladow osserva la scena e invia Megablock a compiere un altro crimine, conscio del fatto che i Teen Titans non potranno intervenire per fermarlo.
Robin intanto cade nella vasca, va viene salvato da Cyborg, tornato non appena aveva appreso che i Teen Titans erano nei guai. I due si riappacificano e fermano Plasmus con la stessa mossa ideata per Megablock, liberando i Teen Titans e facendo ritornare il mostro un uomo. I Teen Titans sono contenti che Robin e Cyborg si siano riappacificati e consegnano Plasmus alla giustizia. Robin si ricorda però che devono ancora fermare Megablock, ma Cyborg spiega che ci ha già pensato lui prima di intervenire.
Intanto Sladow osserva la scena dal suo Covo e afferma che lui e i Teen Titans si rivedranno ancora.

## Sorelle
La malvagia sorella di Stella Rubia, Amalia, raggiunge la Terra con l'intento di riappacificarsi con lei, ma in realtà le sue intenzioni sono molto meno pacifiche.

## Scuola di geni
Sladow ingaggia i tre allievi della misteriosa scuola dell'Alveare per distruggere i Teen Titans: Coso, genio della tecnologia munito di armi e accessori di ogni tipo; Iella, una maga dai poteri oscuri, e Mammoth, un gigante geneticamente modificato.
I tre attaccano i Teen Titans, che erano usciti a mangiare una pizza, prendendoli alla sprovvista, e durante lo scontro Robin cade in un acquedotto e scompare. Successivamente, gli allievi dell'Alveare attaccano anche la Titans Tower prendendone il controllo. Senza Robin, per i Teen Titans sarà una sfida molto ardua, ma il ritorno di Robin, dato per morto, li aiuterà a sconfiggere gli avversari e a riappropriarsi della loro casa. Alla fine si scoprirà che l'aggressione era destinata a fallire e che era tutto un piano di Sladow perché i Titans cominciassero a interessarsi a lui.

## Forze della natura
Mentre Beast Boy deve farsi perdonare da Stella Rubia per uno scherzo alquanto di cattivo gusto, due semidivinità, Tuono e Fulmine, scendono sulla Terra con l'intenzione di fare a pezzi Jump City per divertirsi, ma vengono ostacolati dai Teen Titans. I due vengono quindi avvicinati da un misterioso guerriero che fornisce loro dei bersagli da colpire e incendiare per divertirsi. Una volta che tutti i bersagli hanno preso fuoco, il guerriero, che si rivela essere un negromante, evoca una mostruosa creatura di fuoco che indirizza per distruggere la città. L'intervento dei Titans uniti non è sufficiente a fermare il mostro, ma saranno Tuono e Fulmine che, compresa la gravità della situazione, uniranno i loro poteri facendo piovere e spegnendo la creatura demoniaca. Nel frattempo Robin raggiunge il guerriero e ingaggia un combattimento con lui, al termine del quale questi mostra di aver indossato una maschera: sotto di essa, Robin vede baluginare parte della maschera di Sladow. Alla fine BB riesce anche a riappacificarsi con Stella.

## Pezzi di ricambio
Cyborg rischia di rimanere senza energia e deve ricaricare le batterie, ma dopo uno scontro con il mago Mumbo si spegne. Viene però trovato e riparato da un robot di nome Dottore, che vuole però anche sostituire le sue parti biologiche con alcune meccaniche.

## Le tenebre della mente
Durante lo scontro con un supereroe malvagio, Corvina perde il controllo dei propri poteri in preda alla rabbia rivelando un aspetto quasi demoniaco. Mentre cercano di capire che cosa le sia successo, Beast Boy e Cyborg finiscono accidentalmente nella mente di Corvina attraverso lo specchio di meditazione della ragazza; i due devono trovare in fretta il modo di uscire da lì ma devono vedersela con le molteplici personalità di Corvina, in particolare l'Allegria, la Tristezza e il Coraggio. I due avranno modo di conoscere anche la proiezione mentale di Trigon, il demoniaco e incontrollabile padre di Corvina che la ragazza teme più di qualunque altra cosa al mondo. Facendo convergere in un unico corpo tutte le proprie personalità e creando una guerriera pressoché invincibile, Corvina riesce a sconfiggere la proiezione di Trigon e a tornare nel mondo reale insieme ai due amici, dove festeggiano con una ricca colazione.

## Marionette, che passione!
I Titans ricevono un pacco da mittente ignoto che contiene delle marionette in legno che li riproducono in tutto e per tutto. Nella notte, il criminale Puppet King imprigiona le anime di Robin, Cyborg e Beast Boy nelle marionette, mentre per errore scambia di corpo le anime di Corvina e Stella Rubia. Le due ragazze dovranno così trovare il modo di salvare i loro amici e controllare l'una il corpo dell'altra, utilizzando, per liberare i ragazzi, le capacità fisiche, le abilità e i poteri l'una dell'altra. Da una parte Stella non riesce a controllare i poteri di Corvina, poiché troppo emotiva e con scarsa capacità di concentrarsi, dall'altra Corvina fa fatica a usare quelli di Stella poiché insicura e abituata a reprimere le emozioni. Alla fine le due ragazze riescono a salvare i loro amici e a far tornare Puppet King in una marionetta inanimata. L'episodio si conclude con Stella che chiede a Corvina di poter meditare insieme a lei, mentre l'amica le chiede di fare un giro al centro commerciale.

## Avventura negli abissi
Una malvagia creatura semi-pesce di nome Tritor scatena non pochi problemi a Jump City. I Teen Titans lo inseguono sott'acqua, dove incontrano Acqualad, un supereroe di Atlantide. Con il sommergibile inservibile, gli unici che possono fermare Tritor sono Beast Boy e Acqualad, ma fra i due non corre affatto buon sangue.

## La maschera
Ossessionato dall'idea di scoprire che cosa si nasconda dietro la maschera di Slado, Robin crea un proprio alter ego malvagio di nome Rosso X in modo da poter lavorare da solo. Il nuovo cattivo attira però le attenzioni dei Teen Titans e Robin si ritrova suo malgrado a combattere contro di loro; nel frattempo finge anche di allearsi con Slado per poter lavorare a stretto contatto con lui. Alla fine, a causa di un'irruzione degli altri Titans, la sua copertura salta e il ragazzo parte all'inseguimento del nemico. Mentre combattono, Robin riesce a sollevare la sua maschera, solo per scoprire che il vero Slado in realtà lo stava osservando attraverso una videocamera nascosta sotto la maschera e che il suo attuale avversario era solamente un automa con le sue sembianze.

## Tutti a scuola
Caduti in un'imboscata, i Teen Titans si trovarono prigionieri nella base del folle Professor Mad Mod, il quale ha arbitrariamente deciso che i Titani si comportano come bambini e che quindi hanno bisogno di tornare a scuola. La lezione che intende impartirgli Mad Mod include l'ipnosi, il lavaggio del cervello e materiali scolastici molto, molto pericolosi...

## Una macchina speciale
Cyborg costruisce una macchina che ama tanto, ma poi viene rubata prima da due tempisti, poi da Coso e infine da un chip criminale in un corpo di elettricità. Toccherà a Cyborg ritrovare la sua auto, combattendo con i criminali che l'hanno rubata.

## L'apprendista (prima parte)
Sladow avverte i Teen Titans di aver piazzato un detonatore sotto la città, e il gruppo interviene per fermarlo. Robin tuttavia sospetta che ci sia qualcosa di più dietro.

## L'apprendista (seconda parte)
Costretti a combattere contro Robin, i Teen Titans si ritrovano svantaggiati senza il leader, ma Stella Rubia è convinta che Robin non sia passato volutamente dalla parte avversaria.
Infatti Slado ha piazzato di nascosto delle bombe azionabili a distanza dentro Cyborg, Beast Boy, Corvina e Stella Rubia nel corso della precedente missione e ha obbligato Robin a diventare il suo apprendista a meno che lui non gli disubbidisca